# Булькиза (округ)
Булькиза (алб. Rrethi i Bulqizës) — один из 36 округов Албании, расположенный на востоке страны. Административный центр — город Булькиза. Площадь 718 км². Создан в 1992 году путём выделения части территории из рети (округа) Дибра. В 2000 году округ упразднён, а его территория включёна в состав созданной в соответствии с положениями новой конституции области Дибра.

## Географическое положение
Территория округа состоит из двух прилегающих к реке Дрин долин к юго-западу от Дибры. Восточная граница округа является одновременно и государственной границей с Македонией, частично проходящей по реке Дрин. В этой местности, носящей название Голлоборда, расположены населённые македонцами деревни.
Ландшафт округа преимущественно горный. На расстоянии 450 м от берега Дрина поднимаются горы высотой более 2000 м. Большинство населения проживает в долине Дрина и шахтерском городке Булькиза.
После последней административной реформы в состав округа вошла община Мартанеши и шахтерский городок Краста в южной части долины реки Мати. Этот регион знаменит местной породой красношерстных домашних коз.
5-10 % населения округа составляют македонцы. Больше половины населения — мусульмане-бекташи.

## Экономика и промышленность
На шахтах Бульгизы и Красты ведётся добыча никеля, шахта Бульгиза, кроме того, самая крупная в Албании.
Остальное население округа занято в сельском хозяйстве.
Булькиза и несколько деревень на севере округа расположены на дороге, ведущей с побережья в Пешкопию. Остальные населённые пункты труднодоступны, особенно зимой. То же относится к федеральной дороге, проходящей в нескольких километрах западней Булькизы по горному перевалу на высоте 837 м.

## Административное деление
Территориально округ разделен на город Булькиза и 8 общин: Фуше-Булькиза, Горице, Мартанеш, Острени, Шупенза, Требишти, Зеркяни.